# Schnelle Produktentwicklung
Der Begriff schnelle Produktentwicklung (SPE) oder englisch Rapid Product Development (RPD) bezeichnet die durchgängig beschleunigte Prozesskette der gesamten Produktentwicklung unter Nutzung moderner Verfahren und Technologien wie bspw. CAD, Hochgeschwindigkeitsbearbeitung (HSC), CNC-Fertigung, Rapid Prototyping (Schneller Prototypenbau) sowie werkzeuglose Serienfertigung – siehe dazu: Additive Fertigung und Rapid Manufacturing (dt. Schnelle Fertigung). Es handelt sich um ein Teilgebiet der Produktionsautomatisierung mit Spezialisierung auf Beschleunigung des Entwicklungsprozesses und Komplexität der Geometrie Bauteilform.

## Große Bauteile
Bei großen Bauteilen sind verschiedene Verfahren für die Herstellung kleiner Stückzahlen auf der Basis vorhandener physischer Urformmodelle in diese Prozesskette integrierbar. Dies können u. a. Verfahren wie das Kaltgasspritzen, der Sandformguss, das Feingießen, das Vakuumgießen, das Lasersintern oder auch das Metallsprayverfahren sein.

## Kleine Bauteile
Bei kleinen Bauteilen (Mikrobauteilen) gibt es mit der von microTEC in den 1990ern in Deutschland entwickelten und international patentierten RMPD-Verfahrensfamilie (RMPD = Rapid Micro Product Development) bereits Technologien, die Groß- und Kleinserienfertigung direkt aus den CAD-Daten – ohne Werkzeug – erlauben. Es werden dreidimensionale Bauteile hergestellt, die teils mit Werkzeugen nicht mehr abformbar wären. Ebenso werden auf diese Weise multifunktionale Systeme in Serie gefertigt, die in Einzelmontage entweder zu teuer, oder so gar nicht herstellbar sind.

## Kennzeichen
Die RPD-Nutzung ist gekennzeichnet durch die erreichbare Zeit- und Kosteneinsparung im Rahmen des Entwicklungsprozesses. Diese Einsparungen können ca. 30 bis 70 Prozent des Bedarfs bei Nutzung der klassischen Herangehensweise betragen.
Ein weiteres Kennzeichen für die konsequente Nutzung des RPD ist der durchgängige Einsatz eines 3D-Geometriedatensatzes bei allen Elementen der Prozesskette „Produktentwicklung“ sowie bei den RMPD-Technologien auch die Möglichkeit Schaltungslayouts (E-CAD/OrCAD) Daten direkt zu integrieren, das Gesamtsystem zu simulieren und zu optimieren sowie dann auf Basis dieser Daten im Batch (mehrere Teile parallel) herzustellen.